# Sándor Puhl
Sándor Puhl (Miskolc, Hungría, 14 de julio de 1955-Budapest, 20 de mayo de 2021) fue un árbitro de fútbol húngaro de los años 80, 90 y 2000.

## Carrera deportiva
Entre los principales partidos que arbitró están la ida de la final de la Copa de la UEFA 1992-93 entre Borussia Dortmund y Juventus, la final de la Copa Mundial de Fútbol de 1994 entre la selección de fútbol de Brasil y la selección de fútbol de Italia, la semifinal de la Eurocopa 1996 en Wembley entre Alemania e Inglaterra y la final de la Liga de Campeones de la UEFA 1996-97 entre Juventus y Borussia Dortmund.
Anteriormente fue designado para la Copa Mundial de Fútbol Juvenil de 1991 y la Eurocopa 1992, donde dirigió un único partido.

### En Mundiales
Arbitró cuatro partidos en la Copa Mundial de Fútbol de 1994, incluyendo la final y el partido de cuartos de final entre Italia y España, en el que no vio un codazo del defensor italiano Mauro Tassotti al centrocampista español Luis Enrique, que le rompió el tabique nasal. El resultado era Italia 2 - España 1 y el codazo fue dentro del área italiana, lo que hubiese significado penalti y expulsión. A pesar del grave error, la FIFA le premió designándolo como árbitro de la final Italia-Brasil, lo que incrementó la polémica, ya que la selección italiana había sido la más favorecida por las actuaciones arbitrales.

### Reconocimientos
Durante cuatro años consecutivos, desde 1994 a 1997, fue premiado como Mejor árbitro del año según la IFFHS
En 1997, tras el partido de la Liga de Campeones de la UEFA 1997-98 Feyenoord-Manchester United, fue suspendido por la UEFA por un año, por no haber sancionado ni mencionado en el acta un gesto violento cometido por el jugador neerlandés Paul Bosvelt hacia el irlandés Denis Irwin. Esto le impidió ser seleccionado para la Copa Mundial de Fútbol de 1998.

### Último partido y retiro
Dirigió su último partido a nivel internacional en Turín en el año 2000, con ocasión del amistoso entre Italia e Inglaterra. Posteriormente fue observador de árbitros de la UEFA.